# PFKネフトヒミク・ブルガス
ネフトヒミク（Neftochimic ブルガリア語: Нефтохимик）は、ブルガリアのブルガスをホームタウンとするサッカークラブである。

## 歴史
クラブは1962年にネフトヒム建設現場の労働者によって創設された。同年、ストロイテルの名前でAリージョナルグループに参加した。1964年にネフトヒミクに改称した。1967年、ブルガリアとフィンランドのユースチームの試合でスタディオン・ネフトヒミクが公式に開場した。
1970年1月、ブルガスに統一されたクラブを創設することが決定された。ネフトヒミクは活動を停止し、クラブの優秀な選手はチェルノモレツに移った。1981年までは労働者の選手権に参加し、1978年に優勝した。1981年5月6日、ZHSKロコモティフ・ブルガスのスタジアムが壊された後、ネフトヒミクはスタジアムが必要となったロコモティフ・ブルガスと合併した。
1994年にBグループ南地域で1位になり、クラブの歴史で初となるAグループ昇格を果たした。1996-97シーズンはAグループで2位になり、初の欧州カップ戦となるUEFAカップ1997-98出場権を獲得した。2000年、ブルガリア・カップ決勝に進出した。レフスキ・ソフィアに0-2で敗れたが、2回目の欧州カップ戦となるUEFAカップ 2000-01出場権を獲得した。2002年にクラブはペトロル・ホールディングの所有となり、クラブ名はナフテクスに改称された。2006年にBグループに降格した。
2009年、ナフテクスはポモリエと合併してチェルノモレツ・ポモリエとなった。ナフテクスのほとんどの選手は新しく創設されたチェルノモレツ・ポモリエやチェルノモレツ・ブルガスに移った。同年、ブルガス市と建設会社エヴロビルディングの協力でナフテクスはアトレティクと合併し、ネフトヒミク1986となった。
2010年冬、クラブはニコライ・フィリポフとヴァレンティン・カラヴルチェフに買収された。2011年にBグループに昇格し、2013年にAグループに復帰したが、1シーズンで降格した。2014-15シーズンはBグループのライセンスを付与されず、Bグループ参加を拒否された。2014年6月に所有者がクラブへの投資を止めることが発表され、男子サッカー部門は活動を停止し、Vグループ参加を拒否した。同年7月16日、サポーターグループにより、ネフトヒミクのブランドと育成組織を継続させることを主な目的として、SNTSフトボレンクルブ・ネフトヒミク・ブルガス1962が創設された。ネフトヒミクの所有者とネフトヒミク・ブルガス1962は、新しいクラブがネフトヒミクの歴史と伝統を引き継ぐことで合意した。
2015年1月、Bリージョナルグループ所属のネフトヒミク・ブルガスとBグループ所属のPFKブルガスが将来的に合併し、新しいクラブはPFKブルガスのライセンスを取得してBグループに所属する予定であることが発表された。同年6月に合併し、クラブ名はネフトヒミク・ブルガス1962となった。2015-16シーズンはBグループで12位となった。2016年にリーグが再編され、2016-17シーズンはトップディビジョンのファーストリーグに参加した。2017年、入れ替え戦でヴィトシャ・ビストリツァに敗れ、セカンドリーグに降格した。2017-18シーズンは資金難により、ユースチーム出身の選手を中心に構成された。

## 歴代所属選手
- ヨルダン・ゴスポディノフ
- コスタディン・ハズロフ
- ヴェンツィスラフ・フリストフ
- ガリン・イヴァノフ
- ストヤン・コレフ
- ディモ・クラステフ
- イリア・ミラノフ
- マリアン・オグニャノフ
- スタニスラフ・ジェコフ
- 劉子銘